# 紫色食草蟹
紫色食草蟹（學名：Hemigrapsus nudus）是弓蟹科下一種十分普遍的蟹。它們分佈在北美洲及中美洲西岸，由美國的阿拉斯加至墨西哥的下加利福尼亞州，喜歡躲在潮間帶的岩石下。它們主要吃石蓴屬及其他海藻，有時也會食死去動物的腐肉。
紫色食草蟹體型細小，只有約4-6厘米大。它們的甲殼一般呈深紫色，有時也有橄欖綠色或紅色，其上有白色或奶白色的斑紋。足的顏色與甲殼相配，鉗端呈白色及顏色較淺，有紫色或紅色斑點。它們的足上不像黃色食草蟹，是沒有剛毛的。